# Parammobatodes minutus
Parammobatodes minutus är en biart som först beskrevs av Alexander Mocsáry 1878.  Parammobatodes minutus ingår i släktet Parammobatodes och familjen långtungebin. Inga underarter finns listade i Catalogue of Life.